# زبان‌های آلگانکی

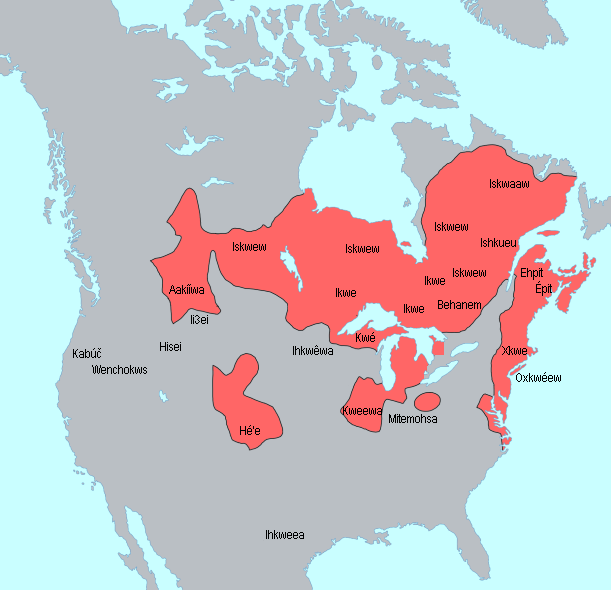
پراکندگی گویشوران زبان‌های آلگانکی.

خانوادهٔ زبان‌های آلگانکی (Algonquian) یکی از مهم‌ترین خانواده‌های زبانی در قارهٔ آمریکا است که در سراسر نواحی مرکزی کانادا، منطقهٔ دریاچه‌های بزرگ و سواحل شرقی آمریکای شمالی تا حدود ایالت کارولینای شمالی گسترده‌اند.
خانوادهٔ زبان‌های آلگانکی از زیرخانواده‌های زبان‌های بومی آمریکای شمالی است که بسیاری از خانوادهٔ زبان‌های آلگی را در خویش جای می‌دهد. نام آلگانکی در اصل ریشه در زبان بومی اجیبوه دارد (از واژهٔ مالیسیت به معنای «آن‌ها دوستان ما هستند»). پراکندگی گویشوران زبان‌های آلگانکی عموماً در کشور کانادا و نواحی شمال شرقی ایالات متحدهٔ آمریکا در حد فاصل رشته‌کوه راکی و اقیانوس اطلس می‌باشد. اینگونه به نظر می‌رسد که زبان‌هایی مشابه با زبان‌های آلگانکی از ۳٬۰۰۰ سال پیش توسط بومیان آمریکا صحبت می‌شده‌اند. نام تعدادی از شهرها، استان‌ها و ایالت‌های آمریکا و کانادا (مانند: میشیگان، اوتاوا، ایلینوی، شیکاگو وغیره) ریشه در زبان‌های آلگانکی دارند. بسیاری از زبان‌های آلگانکی یا منقرض شده یا در خطر انقراض قرار دارند.
زبان‌های آلگانکی از ۳۰ زیر خانواده که در کل به سه گروه اصلی زبان‌های آلگانکی شرقی، زبان‌های آلگانکی میانی و زبان‌های آلگانکی جلگه‌ای دسته‌بندی می‌شوند تشکیل می‌شود.
از جمله زبان‌های این خانواده، زبان‌های میک‌مَک، آبناکی، دالووِر و دیگر زبان‌های آلگانکی شرقی در سواحل شرقی گویشور دارند؛ زبان‌های اوجیبواه، کری و زبان‌های گوناگون دیگر این خانواده در منطقه دریاچه‌های بزرگ یافت می‌شوند. برخی از زبان‌های رایج در منطقهٔ دشت‌های غربی آمریکا مانند آراپاهو و شاین نیز به همین خانواده وابسته‌اند. به طوری که تحقیقات نسبتاً جدید نشان داده‌است، دو زبان ویوتا و یوروکا نیز که در ایالات کالیفرنیا گفتگو می‌شوند، با زبان‌های آلگانکی نسبت دوری دارند. این کشف سبب شده‌است که برخی از زبان شناسان خانواده بزرگتری به نام خانوادهٔ زبان‌های آلگی‌تبار را پیشنهاد نمایند.

## زبان‌ها
در زیر بخشی از فهرست زبان‌های این خانوادهٔ زبانی نشان داده شده‌است:

### جلگه‌ای
۱. Blackfoot
Arapahoan including Nawathinehena (†), and Besawunena (†)
۲. Arapaho proper
3. Gros Ventre
۴. شاینی (Šahíyena)

### میانی
۵. کری
6. Menominee
Ojibwe–Potawatomi
۷. اوجیبوی
۸. پوتاواتومی
9. Sauk–Fox–Kickapoo
10. Shawnee
11. Miami–Illinois (†)

### شرقی
۱۲. Mi'kmaq
Abenaki
13. Western Abenaki
14. Eastern Abenaki (†)
۱۵. Malecite–Passamaquoddy
16. Massachusett (†)
۱۷. Narragansett (†)
۱۸. موهگان پکوت (†)
۱۹. Quiripi-Naugatuck-Unquachog (†)
۲۰. Mahican (†)
Delawarean
21. Munsee
22. Unami (†)
۲۳. Nanticoke–Piscataway (†)
۲۴. Carolina Algonquian (†)
۲۵. Powhatan (†)
۲۶. Etchemin (زبان‌های آلگانکی شرقی)
۲۷. Loup A (زبان‌های آلگانکی شرقی)
۲۸. Loup B (زبان‌های آلگانکی شرقی)
۲۹. Shinnecock